# Пундій Павло Йосипович
Пундій Павло Йосипович (14 квітня 1922, Косів, Тернопільська область — 25 серпня 2015, Чикаго, США) — лікар, історик медицини. Почесний член Українського Лікарського Товариства Північної Америки (УЛТ ПА) (1995), дійсний член НТШ в Америці (1996), Doctor Honoris Causa Львівського національного медичного університету імені Данила Галицького (1996), почесний член  СФУЛТ (1997), меценат і дійсний член  Українського історичного товариства. Тривалий час входив до складу Управи  УЛТ ПА, виконував обов'язки скарбника, потім — очолював архів та бібліотеку товариства. На основі архівних документів підготував і видав 14 томів «Українського медичного архіву», які присвячені історії української медицини, видатним українським лікарям і медичним установам в Україні і діаспорі. Крім того автор численних статей про історію і діяльність УЛТ ПА. Підготував і видав тритомний бібліографічний довідник «Українські лікарі».

## Життєпис
Павло Пундій народився в заможній селянській родині на Тернопільщині.
У 1935 р. був прийнятий до Чортківської гімназії ім. Маркіяна Шашкевича, а згодом продовжив навчання у Станиславівській гімназії. Згодом почалася Друга світова війна, і Павлу довелося повернутися у Чортківську гімназію. У 1942 після відмінної здачі матури у гімназії одразу вступає на німецькомовні медичні студії, що були створені на базі Львівського медичного інституту. Але весною 1944 р., коли більшовицькі війська почали наближатися П. Пундій змушений тікати зі Львова. Спочатку він переїхав у Словаччину, де одружився з Дарією Склепович, а згодом переїхав у Прагу, де народився його перший син Йосиф-Володимир.
У 1945 р., відразу після закінчення війни, П. Пундій вступив на медичний факультет Ерлянгенського університету (Німеччина, Баварія), де у 1949 р. отримав диплом лікаря.
1950 р. Павло Пундій з дружиною та з дітьми Йосифом-Володимиром, Христиною та Андрієм переїжджають у США. Спочатку йому довелось працювати на фабриці ниток, але через деякий час йому вдалося стати лікарем у м. Бей Шор. Тут він зустрічає українців-лікарів, які допомагають йому освоїти відмінності американської медицини.
У 1953 р. після здачі американських іспитів і отримання диплому та ліцензії П. Пундій починає працювати лікарем на головній залізничній станції у м. Чикаго. Тут він і працював до виходу на пенсію у 1988 р.
У 1990 р. сім'ю лікаря спіткає горе — помирає його дружина Дарія, мати 4-х дітей. У 1992 р. Павло Пундій одружується вдруге з Орисею Вітковською.
Усі діти Павла Пундія стали лікарями: Йосиф Пундій — лікар-інтерніст, Христина Пундій-Негвід — лікар-офтальмолог, Андій Пундій — лікар-психіатр, Лариса Пундій-Бозьо — доктор оптометрії.

### Громадсько-наукова робота
З 1960 року Павло Пундій був активним членом Іллінойського відділу Українського лікарського товариства Північної Америки (УЛТ ПА) та брав активну участь у житті української діаспори у м. Чикаго. На 12-х загальних зборах УЛТ ПА було обрано управу, до складу якої як скарбник увійшов Павло Пундій. Від того часу він був постійним членом управи УЛТ ПА.
1977 року, після переведення Головної управи УЛТ ПА з Нью-Йорка до Чикаго, організував та очолив медичний архів та бібліотеку при товаристві. Він і довголітно служив офіційним фотографом УЛТ ПА.
У 1980 р. вийшов перший том збірника «Український медичний архів», який був присвячений 120-річниці з Дня народження Євгена Озеркевича. З того часу було видано ще 13 томів «Українського медичного архіву», які були присвячені видатним українським лікарям, заснуванню Українського (таємного) університету, діяльності Українського лікарського товариства у Львові, створенню Українського шпиталю ім. Митрополита Андрея Шептицького.
«Українські лікарі» Т. 1 1994 р. біографічні дані про 428 українських лікарів.
«Українські лікарі» Т. 2 1996
«Українські лікарі» Т. 3 2008

### Нагороди
- Медаль ім. д-ра Мар'яна Панчишина Українського Лікарського Товариства Північної Америки.
- Медаль «20 років відновлення НТШ у Львові».